# Sverige vid världsmästerskapen i friidrott 2011
Sverige deltog vid världsmästerskapen i friidrott 2011, som pågick mellan den 27 augusti och 4 september i Daegu, Sydkorea. Sverige hade 16 deltagande friidrottare. De mest framträdande medlemmarna i truppen var OS-guldmedaljören Christian Olsson och Carolina Klüft.  I teamet ingick en idrottsman inbjuden av IPC; Gunilla Wallengren, 800m T54 (rullstol) damer.

## Resultat

### Herrar
| Friidrottare       | Klass              | Inledande omgång | Inledande omgång | Heat     | Heat | Semifinaler | Semifinaler | Final            | Final            |
| Friidrottare       | Klass              | Resultat         | Rank             | Resultat | Rank | Resultat    | Rank        | Resultat         | Rank             |
| ------------------ | ------------------ | ---------------- | ---------------- | -------- | ---- | ----------- | ----------- | ---------------- | ---------------- |
| Ato Ibáñez         | 20 kilometrer gång |                  |                  |          |      |             |             | DSQ              |                  |
| Andreas Gustafsson | 50 kilometrer gång |                  |                  |          |      |             |             | 4:00.05 (SB)     | 26               |
| Michel Tornéus     | Längdhopp          | 7,65             | 27               |          |      |             |             | Gick inte vidare | Gick inte vidare |
| Christian Olsson   | Tresteg            | 17,16            | 5 Q              |          |      |             |             | 17,23            | 6                |
| Alhaji Jeng        | Stavhopp           | 5,50             | 17               |          |      |             |             | Gick inte vidare | Gick inte vidare |
| Niklas Arrhenius   | Diskus             | 60,57            | 28               |          |      |             |             | Gick inte vidare | Gick inte vidare |
| Leif Arrhenius     | Diskus             | 61,33            | 22               |          |      |             |             | Gick inte vidare | Gick inte vidare |
| Mattias Jons       | Släggkastning      | 67,93            | 32               |          |      |             |             | Gick inte vidare | Gick inte vidare |
| Gabriel Wallin     | Spjutkastning      | 74,44            | 26               |          |      |             |             | Gick inte vidare | Gick inte vidare |

### Damer
| Friidrottare        | Klass     | Inledande omgång | Inledande omgång | Heat     | Heat | Semifinaler      | Semifinaler      | Final            | Final            |
| Friidrottare        | Klass     | Resultat         | Rank             | Resultat | Rank | Resultat         | Rank             | Resultat         | Rank             |
| ------------------- | --------- | ---------------- | ---------------- | -------- | ---- | ---------------- | ---------------- | ---------------- | ---------------- |
| Moa Hjelmer         | 200 meter |                  |                  | 23,31    | 24   | Gick inte vidare | Gick inte vidare | Gick inte vidare | Gick inte vidare |
| Moa Hjelmer         | 400 meter |                  |                  | 52,26 Q  | 17   | 52,35            | 18               | Gick inte vidare | Gick inte vidare |
| Isabellah Andersson | Maraton   |                  |                  |          |      |                  |                  | 2:30.13          | 7                |
| Carolina Klüft      | Längdhopp | 6,60             | 8 q              |          |      |                  |                  | 6,56             | 5                |
| Ebba Jungmark       | Höjdhopp  | 1,92             | 17               |          |      |                  |                  | Gick inte vidare | Gick inte vidare |
| Emma Green Tregaro  | Höjdhopp  | 1,95             | 5 Q (SB)         |          |      |                  |                  | 1,89             | 11               |
| Malin Dahlström     | Stavhopp  | 4,25             | 25               |          |      |                  |                  | Gick inte vidare | Gick inte vidare |

Sjukamp
| Atlet              |          | 110H       | HH   | KS    | 200 m | LH   | SK         | 800 m        | Final | Rank |
| ------------------ | -------- | ---------- | ---- | ----- | ----- | ---- | ---------- | ------------ | ----- | ---- |
| Jessica Samuelsson | Resultat | 13,77 (PB) | 1,68 | 14,52 | 24,55 | 6,05 | 41,32 (PB) | 2.10,20 (SB) | 6119  | 16   |
| Jessica Samuelsson | Poäng    | 1011       | 830  | 829   | 929   | 865  | 693        | 962          | 6119  | 16   |
| Jessica Samuelsson | Rank     | 23         | 26   | 8     | 10    | 17   | 20         | 4            | 6119  | 16   |